# Prästmon
Prästmon is een plaats in de gemeente Kramfors in het landschap Ångermanland en de provincie Västernorrlands län in Zweden. De plaats heeft 122 inwoners (2005) en een oppervlakte van 53 hectare. In de plaats ligt de volkshogeschool: Hola folkhögskola. De resten van de burcht Styresholms borg liggen in de plaats.